# クロノスタシア
『クロノスタシア』（CHRONOSTACIA）は、2014年4月24日にオトメイトから発売されたPlayStation Portable用女性向け恋愛アドベンチャーゲーム。

## あらすじ
世界樹の砂時計が立つ都市アルビオンでは、時間が貨幣と同じように扱うことができるようになった。
ある日、時間銀行"BANK"から預けられていた時間が何者かに奪われ、世界が存在できる時間が99時間しかなくなってしまうという事件が発生した。
そんな中、少女ルシアは不思議な砂時計を見つけた。
その砂時計は、想いによって時間を止める力"クロノスタシア"を彼女に授けた。

## 登場人物

### メインキャラクター
ルシア・ソル
主人公である、穏やかな性格の少女。ココノココノを手伝っている。不思議な砂時計との出会いによって彼女の運命が変わっていった。
キョウゴ・ナギ
声 - 逢坂良太
ルシアの幼馴染。ある理由から時間の扱いについて疑問視している。
ティオ
声 - 松岡禎丞
ココノココノの屋上で暮らす天才画家。気まぐれな性格だが、一日分しか記憶を保てない。
クライヴ・ニール
声 - 緑川光
王立警察"ヴァナルガンド"の一員。
ホリック・ソル
声 - 藤原啓治
ルシアの叔父にして保護者で、喫茶店「ココノココノ」の経営者。
エヴァ
声 - 阿部敦

### サブキャラクター
アダム
ルシアの前に現れる謎の人物。
オルフェウス・レクス・アルビオン
声 - 日野聡
アルビオンの領王にして、王立警察ヴァナルガンドのリーダー。
マリリン
声 - 興津和幸
ティオのパトロンである画廊の支配人。
おさきまっクマ
声 - 藤田咲
BANKのマスコットキャラクターで、ATMとしての機能も兼ね揃えている。
アミル
声 - 羽多野渉
アダム
声 - 阿部敦

## スタッフ
- BGM - 電気式華憐音楽集団

## 主題歌
オープニングテーマ「刻限のロンド」
作詞 - 磯谷佳江 / 作曲・編曲・歌 - 志方あきこ
エンディングテーマ「手の中の虹」
作詞・作曲・歌 - 霜月はるか / 編曲 - 安瀬聖